# جورج بيرس
جورج بيرس (27 أكتوبر 1908 - 16 يونيو 1986)  (بالإنجليزية: George Pearce)‏ هو لاعب كريكت بريطاني (وحمل سابقاً جنسية المملكة المتحدة لبريطانيا العظمى وأيرلندا).